# Antoine-Benoît Dubois
Antoine-Benoît Dubois ou Du Bois (Dijon, 1619 - Dijon, 9 juin 1680) est un peintre français du XVIIe siècle. 
Originaire de Dijon, peu de choses sont connues sur la vie de ce peintre et peu d'œuvres lui sont à ce jour attribuées. On sait cependant qu'il fut reçu à l'Académie royale de peinture et de sculpture en 1663 .
Une belle nature de sa main intitulée Corbeille de fruits et objets divers est conservée au musée des Beaux-Arts de La Rochelle, qui l'a acquis en 1869 par le biais de la Société des amis des Arts. Un tableau signé « Dubois fecit 1674 », représentant Le Christ en croix avec la Vierge, sainte Madeleine et saint Jean et conservée à l'église Sainte-Croix de Bordeaux est peut-être de lui. La figure de Saint Jean, dans ce tableau, semble inspirée d'un tableau de Van Dyck aujourd'hui au musée du Louvre.